# 長野県道259号宮ノ越停車場線

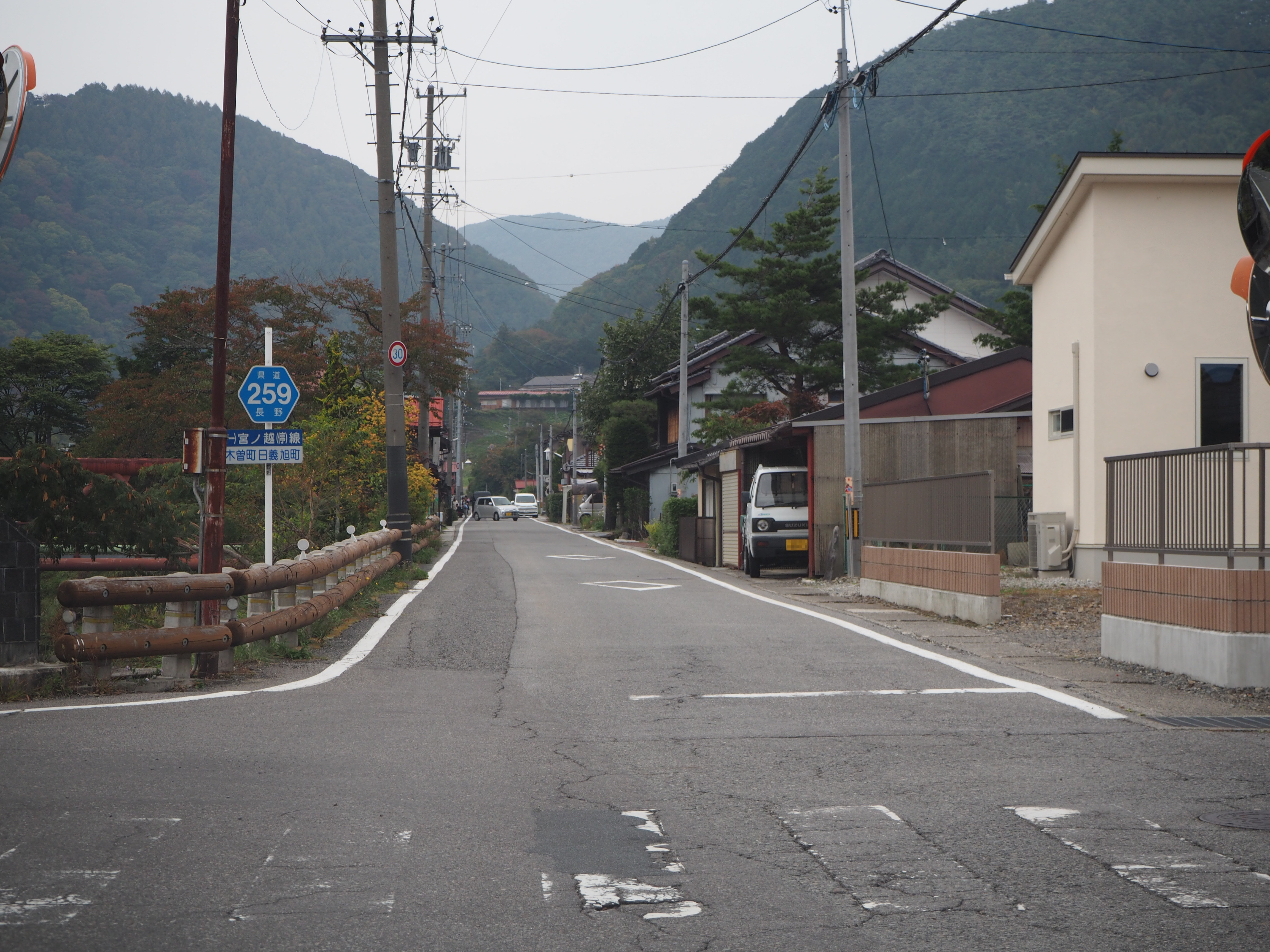
長野県道259号宮ノ越停車場線（宮ノ越駅付近、2015年10月）

長野県道259号宮ノ越停車場線（ながのけんどう259ごう みやのこしていしゃじょうせん）は、長野県木曽郡木曽町日義の中央本線宮ノ越駅から国道19号交点を結ぶ一般県道。

## 概要

### 路線データ
- 起点：中央本線宮ノ越駅
- 終点：木曽郡木曽町大字日義字元宿（国道19号交点）

## 通過する自治体
- 長野県
  - 木曽郡木曽町

## 交差する道路
- 長野県道267号オコシ宮ノ越停車場線（起点）
- 国道19号（終点）